# Барбареско (город)
Барбареско (итал. Barbaresco) — коммуна в Италии, располагается в регионе Пьемонт, в провинции Кунео.
Население составляет 662 человека (2008 г.), плотность населения составляет 94 чел./км². Занимает площадь 7 км². Почтовый индекс — 12050. Телефонный код — 0173.
Покровителем коммуны считается святой Иоанн Креститель, празднование 24 июня.

## Демография
Динамика населения:

## Администрация коммуны
- Официальный сайт: http://www.comune.barbaresco.cn.it/ Архивная копия от 8 сентября 2009 на Wayback Machine